# Classe Barbaros
La Classe Barbaros  est une série de frégates commandée par la Marine turque.

C'est la variante type MEKO 200TN développée par le chantier naval de Hambourg Blohm & Voss Hambourg de la firme allemande ThyssenKrupp Marine Systems conceptrice des navires de guerre de la famille MEKO.

## Conception
Deux navires ont été construits en Allemagne et deux en Turquie avec l'aide technologique allemande. 

Ils sont plus grands que les précédentes frégates de la classe Yavuz et sont également plus rapide grâce à l'aide du système CODOG (combiné diesel-gaz) avec deux turbines au gaz General Electric LM2500 de 30 000 ch chacune et deux diesels MTU 16 V 1163 TB 83 de 5 900 ch, développant une puissance totale de 71 800 ch actionnant sur deux hélices. 

## Histoire
Les deux premiers navires (F-244 et F-245) sont définis comme classe Barbaros de type MEKO 200 TN Track II-A tandis que les deux derniers sont définis comme classe Salih Reis de type MEKO 200 TN Track II-B par la marine turque.

## Électronique
- Un radar de navigation Racal Decca 2136 ou Litton 20V90
- Un radar de veille tridimensionnel AWS9
- Un radar de veille air Dolphin AWS-6
- Un ou deux radars STIR 1.8 (un pour les Track II-A et deux pour les Track II6B)
- Un système de conduite de tir TMX (Track II-A) ou deux (Track II-B)
- Un système de conduite de tir optronique Albis
- Un sonar de coque SQS 56
- Un détecteur d'alerte radar Cutlass
- Un brouilleur Scorpion
- Un bruiteur remorqué SLQ-25 Nixie
- Quatre lance-leurres SRBOC Mk36
- Un Tacan URN 25
- Un système de communications par satellite Scot et Inmarsat
- Un  système de combat Tacticos et Stacos FD

## Les bâtiments
| Pennant number | Nom        | Lancement         | Service effectif | Chantier naval               | Statut                 | Photo |
| -------------- | ---------- | ----------------- | ---------------- | ---------------------------- | ---------------------- | ----- |
| F-244          | Barbaros   | 29 septembre 1993 | 23 mai 1997      | Blohm & Voss Hambourg        | Turquie - en activité  |       |
| F-245          | Oruç Reis  | 28 juillet 1994   | 23 mai 1997      | Gölcük Naval Shipyard Gölcük | Turquie - en activité  |       |
| F-246          | Salih Reis | 26 septembre 1997 | 22 juillet 1998  | Blohm & Voss Hambourg        | Turquie - en activité  |       |
| F-247          | Kemal Reis | 22 juillet 1998   | 8 juin 2000      | Gölcük Naval Shipyard Gölcük | Turquie - en activité, |       |